# Aconothobius martensi
Aconothobius martensi är en loppart som beskrevs av Smit 1975. Aconothobius martensi ingår i släktet Aconothobius och familjen smågnagarloppor. Inga underarter finns listade i Catalogue of Life.